# Маргарет Бергер
Маргарет Бергер (на норвежки: Margaret Berger) е норвежка електропоп изпълнителка и текстописка. Първият ѝ сингъл е реализиран от звукозаписната компания „Sony BMG“ след нейното участие във втория сезон на норвежкия „Мюзик айдъл“, където завършва на второ място. През 2008 г. става музикален директор на „NRK P3“, едно от трите общонационални радиа, които са собственост на Норвежката корпорация за радио и телевизионно разпространение. Маргарет представя Норвегия на „Евровизия 2013“, където завършва четвърта.

## Музикална кариера

### 2004: Норвежки „Mюзик айдъл“
Бергер участва във втория сезон на норвежката версия на реалити формата „Мюзик айдъл“: „Jakten på en superstjerne“. Не успява да премине полуфинала, победена от Мария Сторенг и Кяртан Салвесен. Остава в шоуто благодарение на „уайлд кард“ от съдията Аннели Дрекер, която казва, че Маргарет ѝ е една от любимите.

### Дебютен албум
Дебютният албум на Бергер „Chameleon“ излиза през октомври 2004 г. Албумът съдържа различни по жанр песни: рок, денс, R&B и електро. Той достига 4-то място в норвежката албумна класация.

### 2006 – 07:Pretty Scary Silver Fairy
„Pretty Scary Silver Fairy“, на музикалния пазар от октомври 2006 г., достига 8-о място в Норвегия. Вдъхновен е от Бьорк, Дафт Пънк и Дъ Найф, като съдържа както електронна, така и денс поп музика.

### 2013: Евровизия и нов албум
Бергер представя Норвегия на „Евровизия 2013“ във втория полуфинал, след като печели норвежкия национален финал на 9 февруари същата година. Започва да записва третия си албум (Chastisement) в Лондон.